# 西部戦線異状なし (1930年の映画)
『西部戦線異状なし』（せいぶせんせんいじょうなし、原題: All Quiet on the Western Front）は、1930年公開のアメリカ合衆国の映画。エーリヒ・マリア・レマルクによる同名小説(Im Westen nichts Neues)の映画化であり、脚本はマクスウェル・アンダーソン、デル・アンドリュース、ジョージ・アボット、監督はルイス・マイルストン。
第3回アカデミー賞最優秀作品賞、および最優秀監督賞を受賞した作品。アメリカ連邦議会図書館が1990年、アメリカ国立フィルム登録簿に新規登録した作品でもある。戦争の過酷さをドイツ側から描く、アメリカ合衆国の映画としては異色の作品である。

## ストーリー
第一次世界大戦中、ドイツのとある学校。授業そっちのけで愛国心を説く老教師の言葉に感化された生徒たちは我先にと入隊を志願、愛国歌「ラインの守り」を歌いながら教室を後にする。級長のポール（リュー・エアーズ）は同級生のフランツ、ムラー、アルバート、ベームらと同じ内務班に配属された。新兵の教育にあたるのは、予備役から応召したヒンメルストス軍曹である。普段は気のいい郵便配達員としてポールたちとも顔馴染みのヒンメルストスだが、軍服に身を包み練兵場に現れると態度が豹変、ポールたち新兵に情け容赦のない猛訓練を課す。その加虐な仕打ちに腹の虫が収まらないポールたちは、検査に合格して出征を控えたある夜、泥酔して帰営したヒンメルストスを待ち伏せ、袋叩きにして鬱憤を晴らす。
やがて彼らは汽車でフランス軍と相対する西部戦線へと送られる。一息入れる間もなく、さっそく初めての任務、鉄条網の敷設に駆り出されるポールたちだったが、敵軍の銃砲撃の中、いちばん気弱なベームが無惨な死を遂げる。訓練とはまったく違う本物の戦争を目の当たりにして衝撃を受ける若者たちに、戦場で生き延びて行く為のノウハウを授けてくれたのは、カチンスキー（ルイス・ウォルハイム）ら分隊の古参兵たちだった。連日の戦闘の中、ひとり、またひとりとクラスメイトたちが戦死していく。ある日の戦闘でポールは砲弾穴へ落ちたが、同じ穴に飛び込んできたフランス兵をとっさに突き殺す羽目になる。そのフランス兵のポケットから彼の妻子の写真が落ち、ポールの胸は痛む。
そして数か月が経ったが、戦争はまだ続いていた。若者たちは一人前の兵士に成長し既に古参兵の域に達していた。ひょんな事から知り合いになったフランス娘たちと楽しいひとときを過ごした翌日、ポールは行軍中に砲撃を受け負傷、病院へ送られる。やがて傷も癒え、休暇をもらった彼は帰郷した。母校では相変わらず老教師が戦争を讃え、愛国心を説いている。教室を覗いたポールに老教師は、生徒達に戦場での素晴らしい体験談を話して聞かせて欲しいと促す。まるで英雄でも見つめるかのように軍服姿の自分に羨望の眼差しを向けてくる生徒たち。彼らや教師が期待するような功名談など話す気になれないポールは戦場の悲惨さを語ろうとするが、実際の戦場も知らず、愛国心に興奮状態の生徒たちには伝わる筈も無く、ただ彼らを失望させるだけだった。久しぶりの帰郷にもかかわらず、自宅でも心が休まらないポールは休暇を切り上げて戦線へ復帰した。
隊に戻るとかつての自分たちのような幼く不安げな新兵ばかりになっていた。カチンスキーは相変わらずだったが、再会を喜んだのも束の間、敵の砲爆で負傷、ポールは野戦病院まで背負い続けるが、カチンスキーは既に死亡していた。
長雨の後の晴れた日、戦場は珍しく静かだった。ハーモニカの音が聞こる。ポールはふと飛んできた蝶にそっと手を伸ばすが、身を乗り出したところを敵兵士に狙撃されて死亡し、物語は幕を閉じる。

## 出演者
※登場人物の設定については「西部戦線異状なし#登場人物」を参照。
- カチンスキー (Stanislaus Katczinsky)：ルイス・ウォルハイム（Louis Wolheim）
- ポール・バウマー (Paul Bäumer)：リュー・エアーズ（Lew Ayres）
- ヒンメルストス (Himmelstoss)：ジョン・レイ（John Wray）
- カントレック (Kantorek)：アーノルド・ルーシー（Arnold Lucy）
- フランツ・ケメリック (Franz Kemmerich)：ベン・アレクサンダー（Ben Alexander）
- レエル (Leer)：スコット・コルク（Scott Kolk）
- ベーム(Josef Behm)：ウォルター・ブラウン・ロジャース（Walter Browne Rogers）
- アルバート・クロップ(Albert Kropp)：ウィリアム・ベイクウェル（William Bakewell）
- ムラー(Müller)：ラッセル・グリーソン（Russell Gleason）
- ウェスタス (Haie Westhus)：Richard Alexander
- ディタリング (Detering)：ハロルド・グッドウィン（Harold Goodwin）
- ジャーデン (Tjaden)：スリム・サマーヴィル（Slim Summerville）
- ベルチンク (Bertink)：パット・コリンズ（Pat Collins）
- ポールの母：ベリル・マーサー（Beryl Mercer）

## 日本語吹替
| 役名           | 俳優                             | 日本語吹替  | 日本語吹替                                                                           | 日本語吹替    |
| 役名           | 俳優                             | NETテレビ版 | PDDVD版                                                                              | 正規盤BD版    |
| -------------- | -------------------------------- | ----------- | ------------------------------------------------------------------------------------ | ------------- |
| ポール         | リュー・エアーズ                 | 富山敬      | 田島俊弥                                                                             | 加瀬康之      |
| カチンスキー   | ルイス・ウォルハイム             | 富田耕生    | 浦山迅                                                                               | 天田益男      |
| ヒンメルストス | ジョン・レイ                     | 緒方敏也    |                                                                                      | 谷口節        |
| カントレック   | アーノルド・ルーシー             | 大木民夫    |                                                                                      |               |
| フランツ       | ベン・アレクサンダー             | 堀勝之祐    | 奥田隆仁                                                                             |               |
| レエル         | スコット・コルク                 |             | 武藤正史                                                                             |               |
| アルバート     | ウィリアム・ベイクウェル         | 納谷六朗    | 中西陽介                                                                             | 内田夕夜      |
| ジャーデン     | スリム・サマービル               | 槐柳二      | 椿基之                                                                               | 飛田展男      |
| ベーム         | ウォルター・ブラウン・ロジャース | 徳丸完      |                                                                                      |               |
| ポールの母     | ベリル・マーサー                 | 京田尚子    |                                                                                      |               |
| その他         | N/A                              |             | 佐々木省三 関直人 安奈ゆかり 小日向みわ 鶴岡聡 大塚智則 織間雅之 井口泰之 七瀬みーな | 杉村憲司 ほか |
|                |                                  |             |                                                                                      |               |
| 演出           |                                  |             | 松川陸                                                                               |               |
| 翻訳           |                                  |             | 子安則子                                                                             |               |

- テレビ版：初回放送1973年5月27日『日曜洋画劇場』

## 本映画の特徴
本作品はアメリカ映画であり、登場するキャラクターはフランス人役以外は英語を話し、名前もドイツ語ではなく英語読みに変えられている（主人公のポールは、本来のドイツ語読みではパウルとなる）。しかしそれを除けば、徹底した考証（服装、髪型、小道具、兵士の基本教練）、さらに残虐な描写を交えた戦闘シーンによって、当時のドイツやドイツ軍の雰囲気を正確に伝えている。
作品の前半、ドイツ兵たちは参戦当初の軍装を身に付けている（革製の軍帽「ピッケルハウベ」、多くのボタンが並んだ上衣、革製の長靴）。後半に移ると、彼らの装備は近代戦向けに改良・省力化されたものに変わっている（スチールヘルメット、隠しボタンの上衣、編上靴とゲートル、肩掛け式の予備弾帯、格闘ナイフ）。 こうした変化は実際に当時のドイツ軍で見られたものである。ただし、原作の主人公たちは最初からスチールヘルメットを支給されている。